# Scleropactes andinus
Scleropactes andinus là một loài chân đều trong họ Scleropactidae. Loài này được Vandel miêu tả khoa học năm 1972.